# Miglos
Miglos település Franciaországban, Ariège megyében. Lakosainak száma 132 fő (2022. január 1.). Miglos Aston, Capoulet-et-Junac, Gestiès, Larcat, Larnat és Niaux községekkel határos.

## Népesség
A település népességének változása:
| Lakosok száma | 105  | 94   | 97   | 104  | 119  | 120  | 117  | 114  | 112  | 132  |
|               | 1968 | 1982 | 1990 | 2006 | 2013 | 2015 | 2017 | 2019 | 2020 | 2022 |